# Alexis Kagame
Alexis Kagame (Kiyanza, aleshores Àfrica Oriental Alemanya, 15 de maig de 1912 - Nairobi, 2 de desembre de 1981) va ser un filòsof, lingüista, historiador, poeta i sacerdot catòlic ruandès. Les seves principals contribucions van ser els camps de l'etnohistòria i l'etnofilosofia (l'estudi dels sistemes filosòfics indígenes).
Com a professor de teologia, va realitzar una àmplia investigació sobre la història oral, les tradicions i la literatura ruandesa i va escriure diversos llibres sobre el tema, tant en francès com en kinyarwanda. També va escriure poesia, que també va ser publicada. És probablement l'historiador més important de Ruanda.
Kagame també va ser actiu en el camp polític, i va ser vist per alguns estudiosos europeus com el líder intel·lectual de la cultura i els drets tutsis sota el sistema colonial a partir dels anys 40.

## Vida
Kagame va néixer a Kiyanza, Àfrica Oriental Alemanya (actual Ruanda), d'una llarga nissaga d'historiadors de la cort. La seva família va tenir un estatus elevat en el regne de Ruanda, que era de la classe dominant tutsi i pertanyia a un grup anomenat Abiru, els historiadors tradicionals a la cort del Mwami (rei). En el moment del seu naixement, Ruanda era una colònia alemanya, però els Mwami encara tenien un poder considerable, ja que les autoritats colonials governaven indirectament a través d'ell. Quan l'àrea va passar a Bèlgica, alguns de la seva família es van convertir al catolicisme. Després d'assistir a una escola missionera, va estudiar al Seminari Regional de Nyakibanda i va ser ordenat sacerdot el 1941. Durant aquest temps, també va ser l'editor d'un important diari catòlic, Kinyamateka en els anys quaranta i cinquanta. En 1950, es va convertir en el primer africà en ser membre de l'Institut Royal Colonial Belge (més tard Académie Royale des Sciences d'Outre-Mer).
Un punt d'inflexió es va produir el 1952, quan va escriure Le Code des Institutions Politiques de Rwanda (en suport del seu amic Mutara III de Ruanda), que era una defensa del sistema ruandès de govern per clientelisme. El règim colonial, que intentava trencar els vincles de Ruanda amb el clientelisme, va trobar que amenaçava els seus esforços per controlar el regne i pressionava al seu bisbe per tornar-lo a Roma. Allí va estudiar a la Universitat Gregoriana i es va doctorar en filosofia. També es va convertir en membre de Les Prêtres Noirs, un grup d'estudiants africans de teologia que volien emprar el cristianisme com a base per a les aspiracions nacionalistes africanes.
Després de tornar a Ruanda el 1958 es va convertir en professor del seminari catòlic i membre prominent del moviment independentista que, malgrat la seva identificació amb la monarquia tutsi, podria haver-lo salvat durant la revolta de 1959 dirigida hutu. Més tard es va convertir en un dels primers professors de la nova Universitat de Ruanda (1963) i professor visitant a la Universitat de Lubumbashi.
Kagame va recollir una gran quantitat de documents orals molt importants de destacats funcionaris ruandesos de l'administració pre-colonial, però només en va publicar resums i interpretacions, no els comptes complets, perquè havia promès als seus informants esperar a fer-ho fins que van morir. Al clergat catòlic europeu i l'administració colonial belga no els agradava la seva investigació, escrits i política perquè estaven en contra del seu projecte de postguerra per acabar amb el sistema reial ruandès a favor d'un sistema republicà modern que podien, més fàcilment influenciable. Com a resultat, l'església i l'estat van censurar en diverses ocasions les seves publicacions aturant-ne la publicació. A més, la seva transcripció del codi esotèric de reis ruandesos de 1945 es va considerar tan perillosa per als interessos belgues que l'exèrcit colonial el va confiscar, i només va ser publicat el 1964 per acadèmics belgues que en aquella època negaven que era de Kagame, encara que més tard ho van admetre. Kagame va ser posat sovint sota arrest domiciliari per l'administració militar colonial per tal de limitar la seva influència política.
Després de la independència ruandesa, es va convertir en un ferm defensor de l'africanització del cristianisme, mantenint que les actituds missioneres encara eren prevalents.
Per la seva neboda, Louise Mushikiwabo, ens assabentem que Kagame era un home molt alt, alegre i amb un gran sentit de l'humor, malgrat les seves inclinacions crítiques; va morir inesperadament el 1981, mentre estava de visita a Nairobi.

## Obra

### Política
Segons Claudine Vidal, l'objectiu principal de Kagame era la creació d'una monarquia constitucional. Els estudis de Kagame van retratar una societat ruandesa pre-colonial en la qual la clientela del bestiar "ubuhake" va crear una societat harmoniosa que permetia una fàcil mobilitat social. Eventualment es va associar amb l'antropòleg belga Jacques Maquet, que va redactar la tesi de Kagame en obres acadèmiques molt influents. La investigació acadèmica posterior va desmentir en gran manera la representació de Kagame-Maquet d'una societat idíl·lica precolonial tenint en compte el degradat contracte de terra uburetwa. L'uburetwa va ser àmpliament ignorada per Maquet, la seva investigació es basava en els manuscrits de Kagame. La representació de Kagame d'una nació estable i socialment progressiva, així com els seus mapes que mostraven una influència territorial expansiva, van ser utilitzats pel Front Patriòtic Ruandès a finals de la dècada de 1990 per justificar el seu domini i la invasió de l'est de la República Democràtica del Congo.

### Lingüístiques
La seva reputació internacional com a lingüístic es basa principalment en dues obres:
- La Philosophie Bantu-Rwandaise de l'Être (1956): una anàlisi de la llengua i cultura kinyarwanda i la seva relació amb el seu concepte de "ser". i,
- La Philosophie Bantu Comparée (1976): Un estudi comparatiu de les llengües bantus.

En aquestes obres, Kagame intenta demostrar que l'estructura de les llengües bantus revela una complexa ontologia que té un caràcter únicament africà. Els crítics manifesten que imposa conceptes aristotèlics en una cosa que no és lògica. En altres paraules, aquesta estructura lingüística no es va dissenyar conscientment sinó que es va desenvolupar aleatòriament durant un llarg període i, per tant, la causa, no l'efecte, de la manera com la gent pensa. No obstant això, el kinyarwanda és generalment acceptat com una de les llengües més ordenades, complexes i difícils del món.
- Un Abrégé de l'Ethno-histoire du Rwanda. Butare, Éditions Universitaires du Rwanda, 1972-75. 2 volumes
- Introduction aux Grands Genres Lyriques de l'Ancien Rwanda. Butare, Éditions Universitaires du Rwanda, 1969
- Les Milices du Rwanda Précolonial. Brussels, 1963

També va escriure diversos llibres de poesia i va traduir la Bíblia al kinyarwanda.